# Астати
Астатите са павликянска секта през 9 век, последователи на Сергий, който подновил вярванията на манихеите. Сектата намира много последователи по времето на Никифор I Геник, но след това, при Михаил I Рангаве, влиянието ѝ е ограничено чрез много тежки закони.